# 21782 Davemcdonald
21782 Davemcdonald (tên chỉ định: 1999 RV239) là một tiểu hành tinh vành đai chính. Nó được khám phá thông qua Chương trình nghiên cứu đối tượng gần Trái Đất của đài thiên văn Lowell ở Anderson Mesa Station ở Coconino County, Arizona, ngày 8 tháng 9 năm 1999. Nó được đặt theo tên David McDonald, nhà thiên văn học nghiệp dư Ai len.